# Ophiohymen
Ophiohymen is een geslacht van slangsterren uit de familie Ophiomyxidae.

## Soorten
- Ophiohymen gymnodiscus H.L. Clark, 1911